# Pyramide de Bass
La pyramide de Bass, est un petit îlot australien de 100 m2 de forme ovale, aux pentes abruptes, situé dans l'archipel Furneaux, dans le détroit de Bass, au nord de l'île Flinders. L'îlot est administrativement rattaché à l'État de Tasmanie.
L'île a été utilisé de façon intermittente depuis les années 1940 jusqu'en 1988 comme un lieu d'essais par la Force aérienne royale australienne. Le 5 avril 1978, l'île a été proclamé partie d'une réserve naturelle.
L'îlot est un important lieu de reproduction pour des oiseaux de mer et des échassiers espèces comme le prion colombe, le puffinure plongeur, le goéland austral, la mouette argentée, le fou austral et l'huîtrier fuligineux. C'est aussi un refuge pour les phoques à fourrure australiens.